# Boidinia
Boidinia Stalpers & Hjortstam – rodzaj grzybów z rodziny gołąbkowatych (Russulaceae).

## Systematyka i nazewnictwo
Pozycja w klasyfikacji według Index Fungorum: Russulaceae, Russulales, Incertae sedis, Agaricomycetes, Agaricomycotina, Basidiomycota, Fungi.
Gatunki:
- Boidinia aculeata (Sheng H. Wu) E. Larss. & K.H. Larss. 2003
- Boidinia borbonica Boidin, Lanq. & Gilles 1997
- Boidinia cana Sheng H. Wu 1996
- Boidinia dendrophysata Boidin & Gilles 2000
- Boidinia donkii (S.S. Rattan) Sheng H. Wu & P.K. Buchanan 1998
- Boidinia furfuracea (Bres.) Stalpers & Hjortstam 1982
- Boidinia granulata Sheng H. Wu 1996
- Boidinia lacticolor (Bres.) Hjortstam & Ryvarden 1987
- Boidinia luteola Sheng H. Wu 1996
- Boidinia macrospora Sheng H. Wu 1996
- Boidinia permixta Boidin, Lanq. & Gilles 1997
- Boidinia peroxydata (Rick) Hjortstam & Ryvarden 1988
- Boidinia propinqua (H.S. Jacks. & Dearden) Hjortstam & Ryvarden 1988

Wykaz gatunków i nazwy naukowe na podstawie Index Fungorum.
W Polsce występuje jeden gatunek (Boidinia peroxydata podana jako Gloeocystidiellum sibiricum).